# San Antonio del Tequendama
San Antonio del Tequendama là một khu tự quản thuộc tỉnh Cundinamarca, Colombia. Thủ phủ của khu tự quản San Antonio del Tequendama đóng tại San Antonio del Tequendama Khu tự quản San Antonio del Tequendama có diện tích ki lô mét vuông. Đến thời điểm ngày 28 tháng 5 năm 2005, khu tự quản San Antonio del Tequendama có dân số 10395 người.